# Osnat Penn
Osnat Penn es una bióloga computacional israelí.  Es la tercera científica israelí en tres años en ganar el premio L'Oréal-UNESCO a Mujeres en Ciencia, que recibió en 2013 por su trabajo sobre los orígenes genéticos del autismo.
Penn ha sido responsable de varios programas informáticos diferentes desarrollados en la Universidad de Tel Aviv para ayudar en la investigación biológica, como GUIDANCE, RASER, RAte Shift EstimatoR, y el servidor Pepitope, utilizado para el mapeo de epítopos usando péptidos seleccionados por afinidad. Su trabajo con la secuenciación genética del autismo, que le valió el galardón L'Oréal-UNESCO, sirvió para identificar dónde existían variaciones genéticas que se relacionaban con las personas que presentaban autismo. Su trabajo conduciría también al diagnóstico prenatal y temprano del mismo.
Penn ha sido editora en Cell, Genome Research, Biología MolecMolecular Biology and Evolution, Nucleic Acids Research, Systematic Biology, BMC Evolutionary Biology, PLoS Computational Biology, Bioinformatics, y Proteins.